# ゴニアタイテス
ゴニアタイテス（学名：Goniatites）は、デボン紀から後期三畳紀にかけて生息した、アンモナイト亜綱ゴニアタイト目の属。ゴニアタイテスの螺環の巻きは強く、へそは狭く、湾曲した縫合線は尖った部分と丸い部分で構成される。殻の表面には細く密な成長線が存在する。

## ギャラリー

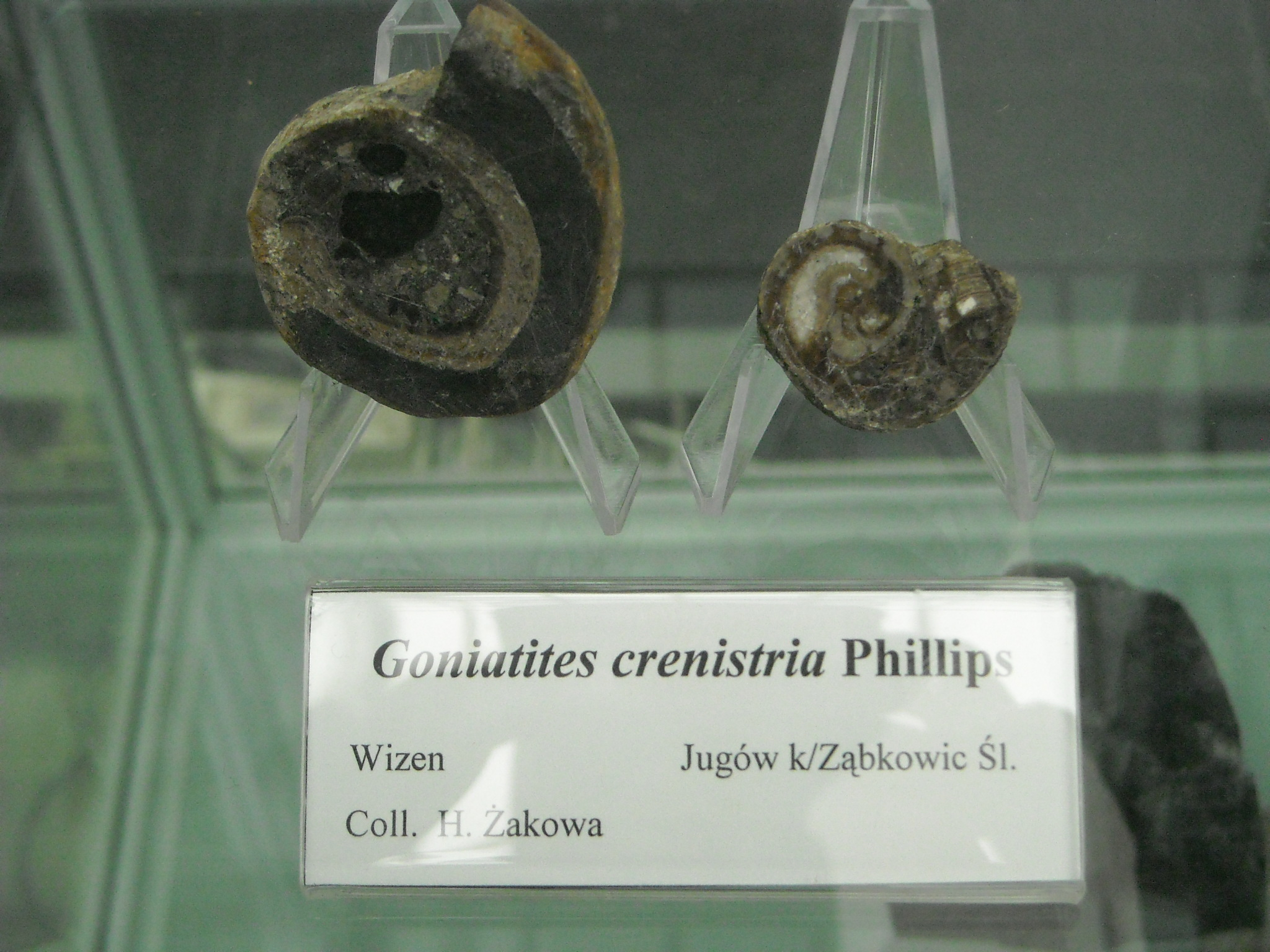
ポーランドで発掘されたGoniatites crenistriaの化石
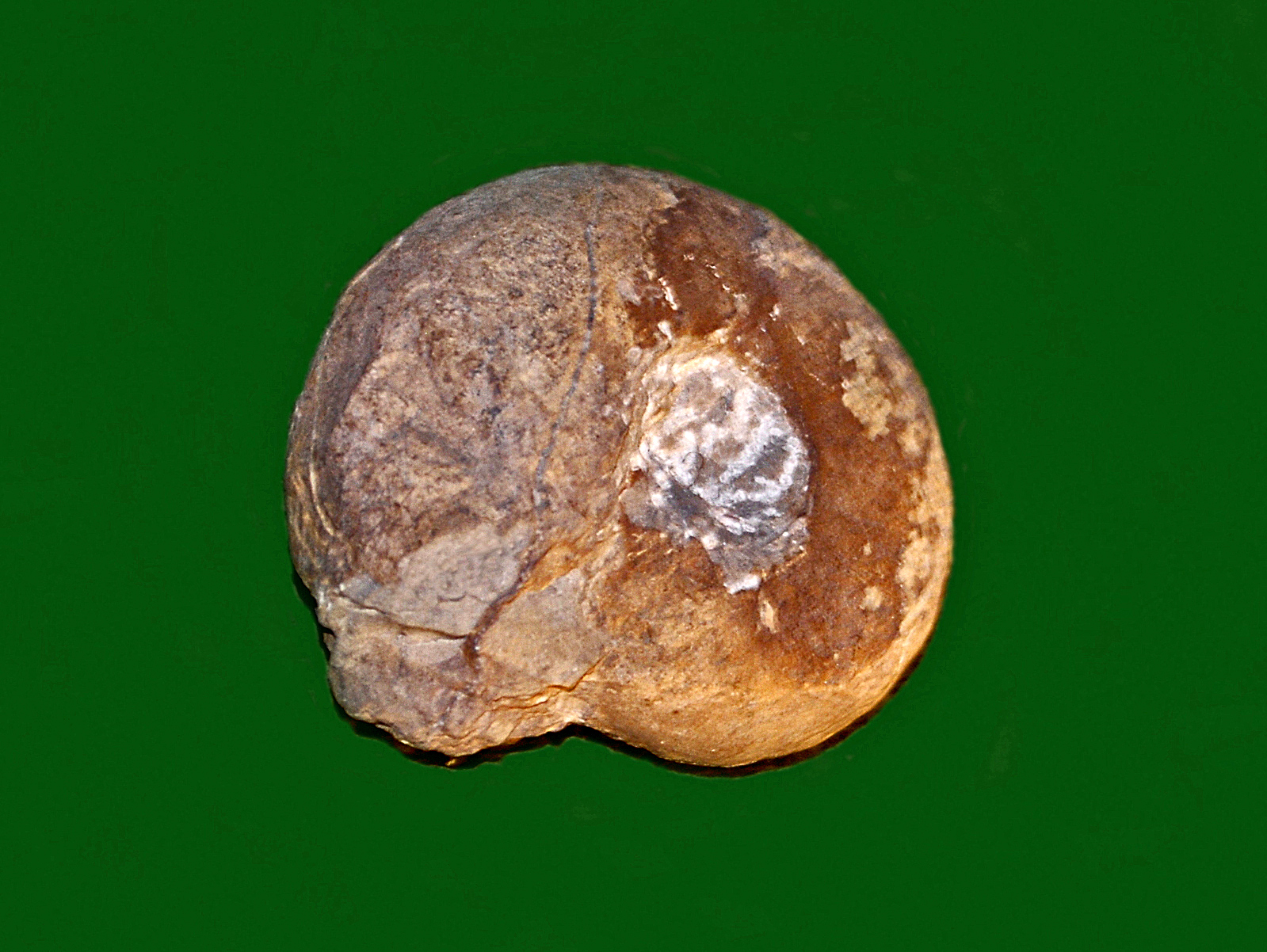
ドイツ、バイエルン州で発掘されたGoniatites bohemicusの化石
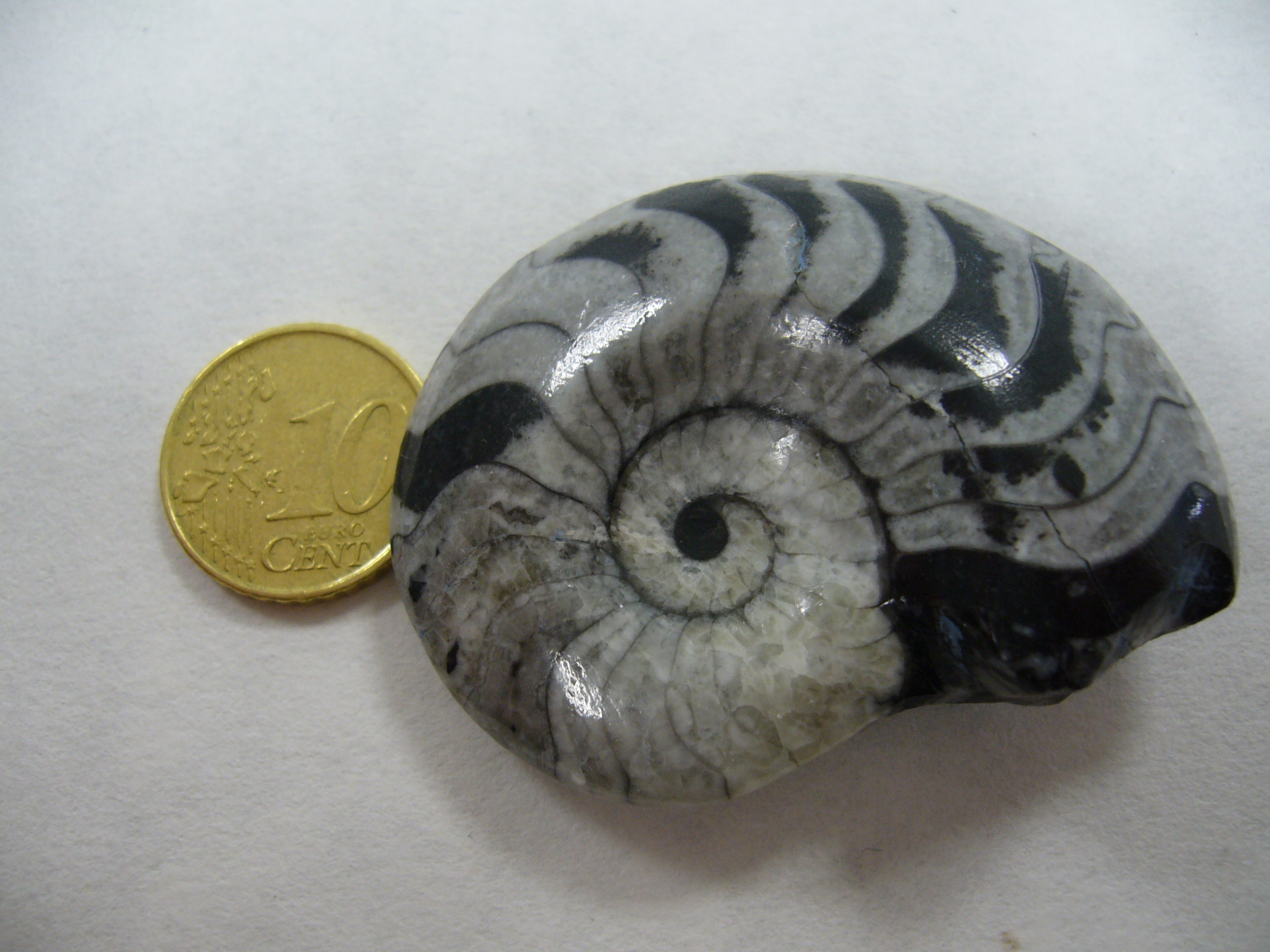
モロッコで発掘されたゴニアタイテス